# Marc Benninga
Marc Benninga, född den 15 februari 1961 i Leiden, Nederländerna, är en nederländsk landhockeyspelare.
Han tog OS-brons i herrarnas landhockeyturnering i samband med de olympiska landhockeytävlingarna 1988 i Seoul.